# Idioma nevarí
El nevarí (autoglotónimo: नेपाल भाषा, nepāl bhāśā), también llamado newar de Katmandú, es uno de los idiomas principales de Nepal.
Es una de las aproximadamente 500 lenguas sino-tibetanas, y pertenece a la rama tibetano-birmana de esta familia. Cuenta con 825.458 hablantes en Nepal.

## Aspectos históricos, sociales y culturales

### Distribución geográfica
El idioma es hablado por aproximadamente un millón de personas, según el censo de 2001. Adicionalmente, lo hablan algunos miles de personas fuera de Nepal.
- En Nepal: valle de Katmandú (área metropolitana de Katmandú, área metropolitana de Lalitpur, Municipalidad de Bhaktapur, Municipalidad de Kirtipur, Municipalidad de Thimi), Dolakha, Banepa, Dhulikhel, Bhimphedi (Makwanpur), Panauti, Palpa, Trishuli, Nuwakot, Bhojpur, Biratnagar, Baglung, Bandipur, Birgunj, Hetaunda, y otras ciudades importantes.
- En la India: Sikkim, Oeste de Bengala, Bettiah, Andamans.
- En el Tíbet: Khasa.

### Escritura
El nepal bhash es la única lengua de esta familia que se escribe actualmente utilizando el alfabeto devanagari. Históricamente se han utilizado diversos abugidas (alfabetos, o alfasilabarios) para escribir en nepal bhasa, entre ellos:
- brahmí
- gupta
- prachalit
- ranshana
- bhujimol
- devanagari
- golmol

Todas las escrituras proceden de izquierda a derecha, y están formadas por dos sistemas separados de caracteres, uno para vocales y otro para consonantes. La letra brahmí es la más antigua de estas escrituras. El resto de las escrituras derivan de ella. La escritura devanagari es la más usada en el presente porque es la oficial en Nepal y porque se utiliza extensamente en la vecina India. La escritura ranshana, la más usada en épocas antiguas, está experimentando un renacimiento debido a su reconocimiento cultural reciente. La escritura prachalit (que es similar a la devananari) también se utiliza actualmente. Las escrituras brahmí y golmol apenas son utilizadas en el presente.

### Dialectos
Los dialectos principales del nepal bhasa son:
- dolkhali (también conocido como dolakha).
- sindhupalchowk pahri (también conocido como pahri o pahari).
- totali
- citlang
- Kathmandu-Patan-Kirtipur (también conocido como Yen-Yala-Kyepu Bhaaye (ञ - यल - क्येपु भाय्)).
- Baktapur (también conocido como Khwapa Bhaaye (ख्वप: भाय्)).
- Baglung

Además de estos dialectos, hay algunos sub-dialectos hablados en el valle de Katmandú y otras partes de Nepal. Estos sub-dialectos se hablan en aldeas circundantes de Katmandú, Patan, Bhaktapur, Citlang y Dolakha. El dialecto hablado en Bandipur es la forma más antigua de khwapa bhaaye. El dialecto hablado en Chainpur, Bhojpur, Terathum, y Palpa se relaciona con el de Katmandú y Patan. El dialecto hablado en Ridi, Baglung y Arughat está más cercano al de Bhaktapur.

### Historia y desarrollo
El newari clásico es el nombre usado para la forma literaria anterior a 1850 del newar de Katmandú. Aunque actualmente no es una variedad usada coloquialmente, es una lengua origen importante para los historiadores y los estudios lingüísticos.
La mayor parte de las lenguas tibeto-birmanas de India y Nepal han tenido muchos siglos de contacto con las lenguas indoarias, esa vecindad ha hecho que el sustantivo desarrolle una inflexión gramatical, un rasgo típico de las lenguas indoeuropeas pero extremadamente raro entre las lenguas sinotibetanas. 

## Literatura
La literatura escrita en nepal bhasha tiene una larga tradición: es la más antigua de todos los idiomas del sino-tibetano (siendo las más antiguas la china, la tibetana, y la birmana, por orden de mayor a menor antigüedad).

### Drama
Los dramas se representaban tradicionalmente en un escenario abierto (dabu). La mayor parte de los dramas tradicionales están relacionados con deidades y demonios, siendo los personajes enmascarados y la música partes fundamentales de los mismos. Muchos de ellos son narrados apoyándose en canciones cantadas en los entreactos. El drama como tal se asemeja en muchas ocasiones a la danza. La finalidad de muchos dramas es crear un estado de bienestar, con una moral que ilustraba el ascenso, agitación y caída del mal. Hay fechas fijadas en el calendario lunar nepalí (Nepal Sambat) para la representación de determinados dramas. Muchos de ellos son representados por Guthis específicos.

### Poesía
La poesía escrita está asociada a la aristocracia Malla. Muchos reyes fueron reconocidos poetas. Siddhidas Mahaju y Chittadhar Hridaya fueron dos importantes representantes de la poesía en este idioma.

### Ficción en prosa
Este es un campo relativamente nuevo de esta literatura, en comparación con los demás. La mayor parte de la ficción fue escrita en forma de poesía hasta la Edad Media. Por tanto, la mayor parte de la ficción en prosa pertenece al Nepal Bhasa moderno. Las historias cortas colectivas en Nepal Bhasa, son más populares que las novelas.

### Narraciones
El arte de contar historias verbalmente es muy antiguo en Nepal Bhasa. Hay una variedad de historias míticas y sociales que han ayudado a establecer la norma del valle de Katmandú. Las historias que abarcan desde el origen del valle de Katmandú hasta la época de los templos del valle y los monumentos importantes, se han ido pasando verbalmente de generación en generación en Nepal Bhasa, y muy pocas existen en forma escrita. Sin embargo, debido al aumento en el porcentaje de alfabetización y a un aumento de la conciencia cultural, estas historias se han empezado a pasar a forma escrita. Narraciones sobre otros asuntos también han ido arraigando.

### Algunas figuras literarias
- Jayaprakash Malla
- Siddhidas Mahaju
- Sukraraj Shastri
- Chittadhar Hridaya
- Siddhicharan Shrestha
- Dhooswan Sayami
- Basu Pasa
- Durga Lal Shrestha
- Madan Mohan Mishra